# Jacques Brozzetti
Jacques Brozzetti (* 21. Februar 1940) ist ein französischer Bauingenieur (Stahlbau).
Brozzetti ist seit 1986 Professor an der École Nationale des Ponts et Chaussées.
Er war wissenschaftlicher Leiter und stellvertretender Direktor des französischen technischen und industriellen Zentrums für Stahlbau (CTICM). Er war in verschiedenen Normenkommissionen aktiv, so in denen des Eurocodes für Stahlbau (Eurocode 3).
2000 erhielt er den Charles-Massonnet-Preis und 2004 den Albert-Caquot-Preis.

## Schriften
- mit Manfred A. Hirt u. a.: Construction métallique : exemples numériques adaptés aux Eurocodes, 1995
- mit Pierre Bourrier u. a.: Construction métallique et mixte acier-béton, 2 Teile, 1996